# Reprezentacja Łotwy w futsalu mężczyzn
Reprezentacja Łotwy w futsalu – zespół futsalowy, biorący udział w imieniu Łotwy w meczach i sportowych imprezach międzynarodowych, powoływany przez selekcjonera, w którym mogą występować wyłącznie zawodnicy posiadający obywatelstwo łotewskie. Za jego funkcjonowanie odpowiedzialny jest Latvijas Futbola federācija.

## Udział w mistrzostwach świata
- 2000 – Nie zakwalifikowała się
- 2004 – Nie zakwalifikowała się
- 2008 – Nie zakwalifikowała się
- 2012 – Nie zakwalifikowała się
- 2016 – Nie zakwalifikowała się
- 2021 – Nie zakwalifikowała się

## Udział w mistrzostwach Europy
- 1999 – Nie zakwalifikowała się
- 2001 – Nie zakwalifikowała się
- 2003 – Nie zakwalifikowała się
- 2005 – Nie zakwalifikowała się
- 2007 – Nie zakwalifikowała się
- 2010 – Nie zakwalifikowała się
- 2012 – Nie zakwalifikowała się
- 2014 – Nie zakwalifikowała się
- 2016 – Nie zakwalifikowała się